# Ophiophragmus paucispinus
Ophiophragmus paucispinus är en ormstjärneart som beskrevs av Nielsen 1932. Ophiophragmus paucispinus ingår i släktet Ophiophragmus och familjen trådormstjärnor. Inga underarter finns listade i Catalogue of Life.